# خوان لونا (لاعب كرة قدم)
خوان لونا (بالإسبانية: Juan Luna Custodio) (8 مايو 1977 بنازكا، بيرو في بيرو - ) هو لاعب كرة قدم بيروفي في مركز الهجوم. لعب مع أليانزا ليما وخوان أوريتش وألفونسو أوغارتي دي بونو وU América FC ‏ وDeportivo Coopsol ‏ وHijos de Acosvinchos ‏ ونادي أياكوتشو ونادي خوسيه جالفيز ‏ وLa Peña Sporting ‏ وLawn Tennis FC ‏ وColegio Nacional Iquitos ‏ وسبورت أنكاش.

## وصلات خارجية
- خوان لونا على موقع قاعدة بيانات كرة القدم.إي يو (الإنجليزية)